# Дег-е Давуд
Дег-е Давуд (перс. ده داود) — село в Ірані, у дегестані Гендудур, у бахші Сарбанд, шагрестані Шазанд остану Марказі. За даними перепису 2006 року, його населення становило 283 особи, що проживали у складі 79 сімей.

## Клімат
Середня річна температура становить 10,32 °C, середня максимальна – 29,60 °C, а середня мінімальна – -12,38 °C. Середня річна кількість опадів – 283 мм.
| Клімат поселення                              | Клімат поселення | Клімат поселення | Клімат поселення | Клімат поселення | Клімат поселення | Клімат поселення | Клімат поселення | Клімат поселення | Клімат поселення | Клімат поселення | Клімат поселення | Клімат поселення | Клімат поселення |
| Показник                                      | Січ.             | Лют.             | Бер.             | Квіт.            | Трав.            | Черв.            | Лип.             | Серп.            | Вер.             | Жовт.            | Лист.            | Груд.            |                  |
| Середній максимум, °C                         | 4,82             | 6,98             | 10,76            | 17,60            | 22,89            | 27,80            | 29,41            | 29,60            | 24,57            | 18,31            | 11,65            | 6,32             |                  |
| Середня температура, °C                       | −3,78            | −1,6             | 2,17             | 9,01             | 14,30            | 19,21            | 23,54            | 23,73            | 18,70            | 12,42            | 5,77             | 0,46             |                  |
| Середній мінімум, °C                          | −12,38           | −10,2            | −6,42            | 0,42             | 5,71             | 10,62            | 17,65            | 17,85            | 12,82            | 6,54             | −0,13            | −5,43            |                  |
| Норма опадів, мм                              | 43               | 39               | 52               | 38               | 33               | 6                | 1                | 1                | 0                | 6                | 26               | 38               |                  |
| Середньомісячна швидкість вітру, м/с          | 1.30             | 2.36             | 2.94             | 2.96             | 2.60             | 2.30             | 2.21             | 2.21             | 2.18             | 1.88             | 1.88             | 1.21             |                  |
| Середньомісячна сонячна радіація, кДж/м²·день | 9476             | 12582            | 15171            | 18415            | 22383            | 27071            | 25991            | 24209            | 21432            | 16055            | 11217            | 9236             |                  |
| --------------------------------------------- | ---------------- | ---------------- | ---------------- | ---------------- | ---------------- | ---------------- | ---------------- | ---------------- | ---------------- | ---------------- | ---------------- | ---------------- | ---------------- |
| Джерело:                                      |                  |                  |                  |                  |                  |                  |                  |                  |                  |                  |                  |                  |                  |